# Krok za krokem
Krok za krokem (v anglickém originále Step by Step) je americký televizní seriál, který vysílala stanice ABC od 20. září 1991 do 15. srpna 1997 a poté byl přesunut na stanici CBS, která ho vysílala od 19. září 1997 do 26. června 1998.

## Přehled
Show, která se odehrává ve wisconsinském Port Washingtonu, je o přebudování lidského života jedním krokem poté, co se ostatní věci v jeho životě rozpadly. Frank Lambert, rozvedený majitel stavební firmy, kterému byly po rozvodu s jeho první manželkou do péče svěřeny jeho tři děti, si nečekaně vezme Carol Foster, vdovu, která má taktéž tři děti a pracuje jako kadeřnice. I když jsou oba z Port Washingtonu, setkají se až na dovolené na Jamajce. Jejich děti byly velmi překvapené a rozčílené, když se o tomto sňatku dozvěděly.
Caroliny děti byly šestnáctiletá Dana, která byla chytrá, avšak snažila se být perfektní. Další Carolinou dcerou byla čtrnáctiletá Karen, která se snažila stát se modelkou, ale byla velmi marnivá. Jediným Caroliným synem byl jedenáctiletý Mark, blázen do vědy a počítačů. Frankův nejstarší syn byl patnáctiletý ulejvák John Thomas (avšak všichni ho oslovovali zkráceně J. T.); Alicia (které nikdo neřekl jinak než Al), rozpustilá jedenáctiletá dívka a konečně sedmiletý Brendan, stydlivý, bezstarostný kluk. Carol si po Frankovi změnila příjmení na Lambert, avšak její děti si nechaly příjmení Foster.
Příběhy popisovaly typické situace v nové rodině, která se snaží sblížit. To se většinou mnohem snadněji řeklo, než vykonalo, obzvlášť v případě J.T. a Dany, kteří se nesnesli. Avšak postupně to mezi nimi začalo být o něco málo lepší.
Název seriálu má dva významy. První význam má co dočinění s hlavní zápletkou seriálu, tedy dávání všech věcí znovu do pořádku po rozvodu, nebo po smrti partnera, krok za krokem. Dalším významem je, že pro každého člena rodiny je přesně půlka zbytku rodiny nevlastní. Nevlastní bratr, matka, sestra, otec, syn, dcera. (V angličtině název seriálu „Step By Step“ a označení nevlastní se řekne „step…“)
Největší změna v seriálu přišla v roce 1995, kdy Carol otěhotněla. V posledním dílu jedné řady se jí narodila holčička Lilly a stala se jediným dítětem, které mělo v příjmení jak Lambert, tak Foster. V následující řadě byla Lilly ještě novorozeně, ovšem v té následující už jí bylo pět.
Celkově se odvysílalo sedm řad a průběžně se měnilo obsazení. Frankův synovec Cody, který byl pro J.T.ho vzorem a kterého Dana nesnášela ze všech nejvíc odešel z Port Washingtonu v roce 1996, aby mohl cestovat po světě (jeho představitel Sasha Mitchell byl ze seriálu vyhozen kvůli obvinění z domácího násilí). Cody se vrátil v roce 1998 jen do jednoho dílu. V roce 1997 získala na velkém významu postava Riche Halkeho (Jason Marsden), v tomto roce ho totiž začali uvádět v titulcích. V té době se přistěhoval k rodině Lambert-Foster a stal se přítelem Dany. Al se také hodně začala zajímat o herectví.
Společně se seriálem Family Matters se Krok za krokem na podzim 1997 přesunul na stanici CBS. Sledovanost, která se ke konci stále více snižovala, zapříčinila v červenci 1998 konec seriálu. Show nebyla nějak oficiálně zakončena, v posledním díle však Carol a Frank přemýšleli o stěhování. Nakonec ale zůstali ve svém domě. Josh Byrne (představitel Brendana Lamberta) se v show objevoval čím dál tím méně, obzvláště poté, co se narodila Lilly a poté, co se seriál přesunul na CBS, zmizel ze seriálu úplně, aniž by někdo podal nějaké vysvětlení.

## Vysílání
| Řada | Díly | Premiéra v USA | Premiéra v USA  | Premiéra v ČR      | Premiéra v ČR   | Stanice v USA |
| Řada | Díly | První díl      | Poslední díl    | První díl          | Poslední díl    | Stanice v USA |
| ---- | ---- | -------------- | --------------- | ------------------ | --------------- | ------------- |
| 1    | 22   | 20. září 1991  | 24. dubna 1992  | 17. dubna 1993     | 11. září 1993   | ABC           |
| 2    | 24   | 18. září 1992  | 21. května 1993 | 20. listopadu 1994 | 7. května 1995  | ABC           |
| 3    | 23   | 24. září 1993  | 20. května 1994 | 29. října 1995     | 31. března 1996 | ABC           |
| 4    | 24   | 23. září 1994  | 19. května 1995 | 6. dubna 1997      | 21. září 1997   | ABC           |
| 5    | 24   | 22. září 1995  | 17. května 1996 | 7. května 1998     | 16. října 1998  | ABC           |
| 6    | 24   | 7. března 1997 | 15. srpna 1997  | 23. října 1998     | 16. dubna 1999  | ABC           |
| 7    | 19   | 19. září 1997  | 26. června 1998 | 23. dubna 1999     | 27. srpna 1999  | CBS           |

## Dabing
|                          | Rodina              |                                                 |  |                               | Ostatní/Cameo   |                  |
| Jméno postavy            | Herec               | Jméno dabéra                                    |  | Jméno postavy                 | Herec           | Jméno dabéra     |
| ------------------------ | ------------------- | ----------------------------------------------- |  | ----------------------------- | --------------- | ---------------- |
| Frank Lambert (160 ep.)  | Patrick Duffy       | Pavel Zedníček                                  |  | Jean-Luc Rieupeyroux (24 ep.) | Bronson Pinchot | Libor Terš       |
| Carol Lambert (160 ep.)  | Suzanne Somersová   | Helena Friedrichová                             |  | Rich Hulke (52 ep)            | Jason Marsden   | Jan Dolanský     |
| "J.T." Lambert (160 ep.) | Brandon Call        | Michal Jagelka                                  |  | Sam Milano (13 ep)            | Alexandra Adi   | Jitka Ježková    |
| Dana Foster (159 ep.)    | Staci Keanan        | Jana Páleníčková                                |  | Moose / Řezník (2 ep) (4 ep)  | Donald Gibb     | Jiří Pomeje      |
| Karen Foster (159 ep.)   | Angela Watsonová    | Kamila Špráchalová                              |  | Hlas z TV (V; #20)            | —               | Jitka Ježková    |
| "Al" Lambert (159 ep.)   | Christine Lakin     | Barbora Straková (I) Lucie Vondráčková (II+)    |  | Stephanie Leifer (V; #15)     | Paige Peterson  | Jitka Ježková    |
| Mark Foster (146 ep.)    | Christopher Castile | Michal Bürger (IV–VI) Vít Ondračka (I–III, VII) |  | Patti Richardson, (V;#17)     | Amy Englemann   | Jitka Ježková    |
| Brendan Lambert (130 ep) | Josh Byrne          | Bohumil Švarc ml. (I–III), Jan Škvor (IV+)      |  | Kevin McGowan, (VII; #6)      | Stan Ivar       | Ladislav Županič |
| Cody Lambert (111 ep.)   | Sasha Mitchell      | Filip Jančík                                    |  | Bert Lambert (VII; #8)        | Fred Willard    | Ladislav Županič |
| Penny Baker (21 ep.)     | Patrika Darbo       | Jaroslava Kretschmerová                         |  | Roy Tucker, (VII; #14)        | Edward Edwards  | Ladislav Županič |
| Ivy Baker (19 ep.)       | Peggy Rea           | Miriam Kantorková                               |  | Chuck (V; #20)                | Frank Castrina  | Martin Sobotka   |
| Lilly Lambert (53 ep.)   | Emily Mae Young     | Anna Švormová                                   |  | Doug Steckler, (VI; #13)      | Jeffrey Asch    | Martin Sobotka   |
| —                        | —                   | —                                               |  | Chip Dahlgren                 | Chris Young     | Martin Sobotka   |
| —                        | —                   | —                                               |  | Jeremy Beck                   | Scott Foley     | Martin Sobotka   |

- Připravila tvůrčí skupina Aleny Poledňákové a Vladimíra Tišnovského, Česká televize.
  - 5. série zpracovaná roku 1997
  - 6. série zpracovaná roku 1998

## Titulní píseň a intro
Úvodní píseň k seriálu se jmenuje „Second Time Around“ a napsali ji Jesse Frederick a Bennett Salvay (která napsala písně k dalším seriálům jako například Plný dům) a zpívali ji Jesse Frederick a Theresa James. Postupně se intro zkracovalo. V první řadě seriálu intro trvalo 1 minutu a 46 sekund a tato doba se postupně zkracovala.
Intro se natáčelo v zábavním parku Six Flags Magic Mountain v kalifornské Valencii.

## DVD
27. června 2006 bylo vydáno DVD s šesti díly seriálu.

## Zajímavosti
- Seriál se ve skutečnosti v Port Washingtonu nenatáčel. Úvodní scéna s cedulí a projíždějícím autem (Ford Explorer) je natočena v Meridian Avenue, samotný dům poté stojí na 2011 Fletcher Avenue ve městě South Pasadena v Kalifornii.
- Postava Riche Halkeho získala své jméno podle člena štábu. Richard P. Halke pracoval jako scenárista v druhé a třetí řadě seriálu.
- Penny a Ivy Bakerovy (Carolina sestra a matka) byly po první řadě ze scénáře vyškrtnuty.
- Cody, kterého hrál Sasha Mitchell, byl ze seriálu vyhozen v roce 1996 (v tomto roce také přechází ABC do rukou společnosti Walta Disneyho a ti se chtěli od takového člověka distancovat[2]) kvůli tomu, že byl svou ženou obviněn z domácího násilí.
- V jednom díle v poslední řadě seriálu hraje Al v divadelní hře. Frank jí poradí trik na zapamatování textu – má si prý na place své texty poschovávat. Říká jí, že to tak dělají herci z Dallasu. Jedním z nich však byl i on.
- Patrick Duffy a Sasha Mitchell si společně zahráli už i předtím a to v seriálu Dallas . Tam hráli také strýce a synovce.
- Patrick Duffy souhlasil s tím, že bude v seriálu Dallas pokračovat, pokud ho společnost Lorimar obsadí do jiného seriálu. Tím seriálem byl Krok za krokem.
- Po vyškrtnutí postavy Codyho se přidalo plno nových postav, jako byly Rich Halke (přítel Dany a nejlepší kamarád J.T.ho), Jean-Luc (kterého hrál Bronson Pinchot) a Blesk (Frankův hyperaktivní zaměstnanec, kterého hrál Jeff Juday, ale v seriálu se objevil jen párkrát). Rich byl jedinou postavou, která se udržela až do konce seriálu.
- V některých episodách Cody předvádí bojové umění. Sasha Mitchell byl jednou světovým šampionem v kickboxu a má černý pás v taekwondu a zahrál si postavu Davida Sloana ve filmu „Kickboxer“
- Proslýchalo se, že herec Dave Coulier bude náhradou za Sashu Mitchella a zahraje si Carolina bratra. To se však nakonec nestalo.
- V 6. řadě, první epizodě (Nový přítel – Bonjour, Jean-Luc!), kdy Al učí JTho tancovat zazní v rádiu píseň "Be My Lover" od skupiny La Bouche.[3]
- V 6. řadě, #16 epizodě (Výchovná lekce – Absolutely Fabio) se vyskytul jako cameo role italský model, Fabio.
- Zábavní park, jenž se objeví na začátku v titulcích se jmenuje Six Flags a nachází se poblíž Los Angeles. Moře blízko parku je ve skutečnosti CGI-uměle počítačově nakreslené.
- Staci Keanan a Christopher Castile se znají již od dob sitcomu z osmdesátých let, "My Two Dads".
- Bronson Pinchot hrál mimo jiné podobně vystupující postavu také ve filmu Policajt v Beverly Hills I. (Beverly Hills Cop) z roku 1984.
- V seriálu bylo několik narážek i na seriály a filmy jako Plný dům (na něm se mimo jiné podíleli režiséři Joel Zwick, Richard Correll a producenti Thomas L. Miller, Robert L. Boyett), Dallas, Flintstoneovi, Přátelé, Beavis and Butt-head, Garfield, Simpsonovi, Pobřežní hlídka, Xena, Jak je důležité míti Filipa, Americké graffiti nebo Legenda o vášni.

- Brandon Call byl asi v 5. řadě postřelen, takže natáčení muselo počkat, až se zotaví.
- V seriálu hrál i John Stamos z Plného domu nebo Erika Flores z Doktorky Quinnové.